# 麦氏波鱼
麦氏波鱼（学名：Rasbora myersi）为辐鳍鱼纲鲤形目鲤科波鱼属的鱼类。在中国，分布于澜沧江水系等。该物种的模式产地在苏门答腊、泰国，体长可达7.3公分。